# 樋口靖子
樋口 靖子（ひぐち やすこ、1987年4月3日 - ）は、元TBSラジオ「TBS954情報キャスター」所属のキャスター。タレント。宮崎県出身。血液型はA型。

## 来歴
2006年、在籍する大学 清泉女子大学の新入生を対象とするミスコンテスト『ミスアゼリアコンテスト2006』でアゼリアクイーン（グランプリ）に選ばれる（宮瀬靖子名義）。
2009年、1月 - 4月末までウェザーニューズで携帯電話向けに配信している動画番組おは天キャスターを担当（九州・沖縄エリア）。
2010年3月清泉女子大学卒業。

## 人物
- 趣味：料理・映画鑑賞・カラオケ・絶叫マシン巡り
- 特技：ピアノ・テニス・タイピング・ツーリング
- 好きな芸能人T.M.Revolution　ゴールデンボンバー

## 経歴
- 2006年 清泉女子大学主催「ミスアゼリアコンテスト2006」 グランプリ[1]
- 2009年 ウェザーニューズ提供の動画番組おは天キャスター（1月 - 4月末）
- 2010年4月 清泉女子大学卒業
- 2010年 ウェザーニューズ『ラジオ』
- 2011年 大スキ!seaside
- 2012年 FM宮崎
- 2013年10月 TBS954情報キャスター

## 出演
過去
- あいちぃ＆かなっぺの「まぁお茶でもどうぞ( ・∀・)っ旦(ry」（あっ!とおどろく放送局、2010年12月30日）
- 毒蝮三太夫のミュージックプレゼント